# Aber dabei
Aber dabei er et ofte brugt udtryk, der betyder "der er et lille men", og udtrykket anvendes eksempelvis i sammenhængen "der er dog et aber dabei ved det hele", en sætning, der betyder, "der er et problem ved det hele".
Udtrykket bruges også omvendt, eksempel: "og ingen aber dabei", hvilket kan oversættes som "og ingen undtagelser/undskyldninger".
Udtrykket stammer fra tysk, hvor betydningen er stort set den samme som på dansk.